# Рейнхайм, Кари
Ка́ри Ре́йнхайм (фар. Kári Reynheim, родился 15 февраля 1964) — фарерский футболист и футбольный тренер.

## Карьера

### Клубная
Всю свою карьеру провёл на Фарерских островах, выступая за разные команды. За границей играл за исландский «Фрам».

### В сборной
Сыграл 27 игр за сборную, забил два гола: один в ворота сборной Северной Ирландии (отборочный матч Евро-1992), второй в ворота сборной Израиля (товарищеский матч), оба матча завершились вничью 1:1. Участвовал в ещё одном отборочном матче на Евро-1992, легендарной встрече против Австрии, завершившейся победой островитян. Чемпион Островных игр 1989 года.

### Тренерская
Работал тренером команд Б71, «Аргир», «Фрам», МБ и НСИ.

## Личная жизнь
Сын Доавид — тоже футболист. Как и отец, он начинал карьеру в «ХБ».